# Коку (река)
Коку (порт. Rio Coco) — река в Бразилии, протекающая по территории штата Токантинс. Правый приток Арагуаи. Длина реки — 355,3 км, площадь водосборного бассейна — 6670 км².
Начинается в горах Серра-ду-Эстронду к западу от города Параизу-ду-Норти-ди-Гойяс, течёт в общем западном направлении через сельву. Устье находится на высоте 155 метров над уровнем моря.
Общая длина водотоков бассейна реки составляет 7533 км, средняя высота — 233,54 метра над уровнем моря, уклон русла реки 0,97 м/км. Густота речной сети составляет 1203 км/км².
Бассейн Коку делится на пять подбассейнов: Рибейран-Прата, Рибейран-Пиедади, Рибейран-Сурумбин и подбассейны собственно реки Коку — верхний и нижний.
Около устья реки располагается городок Казеара. На притоках Коку стоят города Дивинополис-ду-Токантинс, Монти-Санту-ду-Токантинс и Шапада-ди-Арея.